# Galerosastra
Galerosastra is een geslacht van kevers uit de familie bladkevers (Chrysomelidae).
De wetenschappelijke naam van het geslacht werd in 1929 gepubliceerd door Laboissiere.

## Soorten
- Galerosastra multimaculata (Jacoby, 1886)
- Galerosastra sumatrana (Jacoby, 1896)